# Henri Maus
Pour les articles homonymes, voir Maus (homonymie).
Ne doit pas être confondu avec Henri Maux.
Michel-Henri-Joseph Maus, le plus souvent Henri Maus, est un ingénieur belge né à Namur (Belgique) le 22 octobre 1808 et décédé à Bruxelles le 13 juillet 1893. 
En 1830, il travaille sur le chantier du canal Meuse-Moselle. Après l'abandon du projet, il devient alors directeur d’un charbonnage de la région liégeoise, où il s'attache en particulier à la résolution des problèmes d'exhaure.
Il est connu pour avoir conçu et exécuté le projet d'établissement des plans inclinés d'Ans à Liège, et de leur exploitation par câble et machine fixe. 
Henri Maus s'est fait connaître aussi dans le monde de la science en indiquant les moyens de perforation à employer pour le percement du Mont-Cenis commencé en 1854 et terminé en 1870. Il devint correspondant de l'Académie de Belgique le 16 décembre 1846, membre le 15 décembre 1864, fut nommé inspecteur général des ponts et chaussées en 1868.

## Souvenir
- La rue Henri Maus de Liège, dans le quartier du Laveu.
- Un institut d'enseignement technique à Namur porte son nom.
- Il existe également une place Henri Maus au croisement des rues Dewez et Delvaux à Namur, non loin du square Léopold.
- il existe une rue Henri Maus à Bruxelles, quartier de la Bourse.

## Sources
- « Discours prononcé aux funérailles de Henri Maus (page 173, ss.) », sur archives.org, Bulletin de l'Académie royale des sciences, des lettres et des beaux-arts, T.XXVI, 1893 (consulté le 18 avril 2009)
- « Complan-au-Pont, Un Canal et des Hommes - Maus, Michel-Henri-Joseph (1808-1893) », sur canalmeusemoselle.wordpress.com (consulté le 20 février 2017)